# 深山環蛺蝶

深山環蛺蝶（學名：Neptis sylvana），又名江崎三線蝶、林環蛺蝶、淺色三線蝶、森環蛺蝶、江崎環蛺蝶。

## 描述
本種為中型蛺蝶，雌雄外型相近，雌雄二型性不明顯。體背黑褐色具金屬光澤，腹側白色。
雄蝶特徵：
頭黑褐，觸角末端扁平、略膨大，端部約三分之二裸露。口器褐色，下唇鬚前伸，白色，背面黑褐。胸背褐色，腹面白。足白色，末端帶褐；前足跗節癒合成針狀並具毛。腹部背褐腹白。
翅形與斑紋：
- 前翅長31-37 mm，外型近三角形，翅頂鈍，前緣直，外緣略凸。
- 後翅橢圓形或扇形，外緣略呈鋸齒狀，翅脈末端微凸。

翅背底色為黑褐色，具明顯黃白或乳白色斑紋與條帶：
- 前翅中室有一條白紋延伸至M2室，中央斑列分為三群，另有幾枚小白斑形成短帶，近與前緣垂直。亞外緣具一列灰色細帶。
- 後翅有三道帶紋：內側白帶直且鮮明，外側較細略彎，亞外緣有極細灰帶，外帶外另有灰黃色線。

翅腹面為橄欖褐或淺褐色，斑紋與背面相似；後翅外側白帶泛紫色，並有三道灰線與外緣平行，其中介於內外白帶間者常不明顯。
- 性標：雄蝶後翅背面前緣具不明顯銀灰色特化鱗（性標）。
- 緣毛：黑白相間。

雌蝶特徵與雄蝶近似，但無性標，前足跗節分節、有爪、無毛。

## 分佈
分布於緬甸北部、中國西南及臺灣；臺灣僅見於本島中海拔山區。

## 棲地
主要棲息於常綠闊葉林，活動於林緣與樹冠層。一年一代，成蝶夏季出現，會吸食腐敗物與水分；幼蟲以殼斗科狹葉櫟葉片為食，並以早齡幼蟲越冬。